# 노스앨라배마 대학교
노스앨라배마 대학교(University of North Alabama)는 미국 앨라배마주 플로렌스에 있는 주립 대학이다.
줄임말로 UNA라고 부르며 1830년 개교한 앨라배마주에서 가장 오래된 대학교이다.
1830년 1월 11일 LaGrange College라는 이름으로 문을 열었으며 Florence Wesleyan University, Florence State University 등 이름이 여러 번 바뀌어져 오다가 1974년 8월 15일 마침내 노스앨라배마 대학교로 명칭을 바꾸게 된다.
현재 앨라배마 주에서 가장 빠르게 성장하는 대학교이며 2021년 재학생수가 처음으로 8,800명을 넘어섰고 박사학위 과정이 도입되었다.
2022년 가을 학기 최초로 재학생수 9000명을 넘기며 9500명을 달성했다.
스포츠같은 경우 꽤나 높은 평가를 받고 있는데 50년 동안 NCAA 디비전 2의 Gulf South Conference의 창립멤버였으며 2018년부터 디비전 1의 Atlantic SUN conference의 멤버로 승급했다.

## 캠퍼스 전경

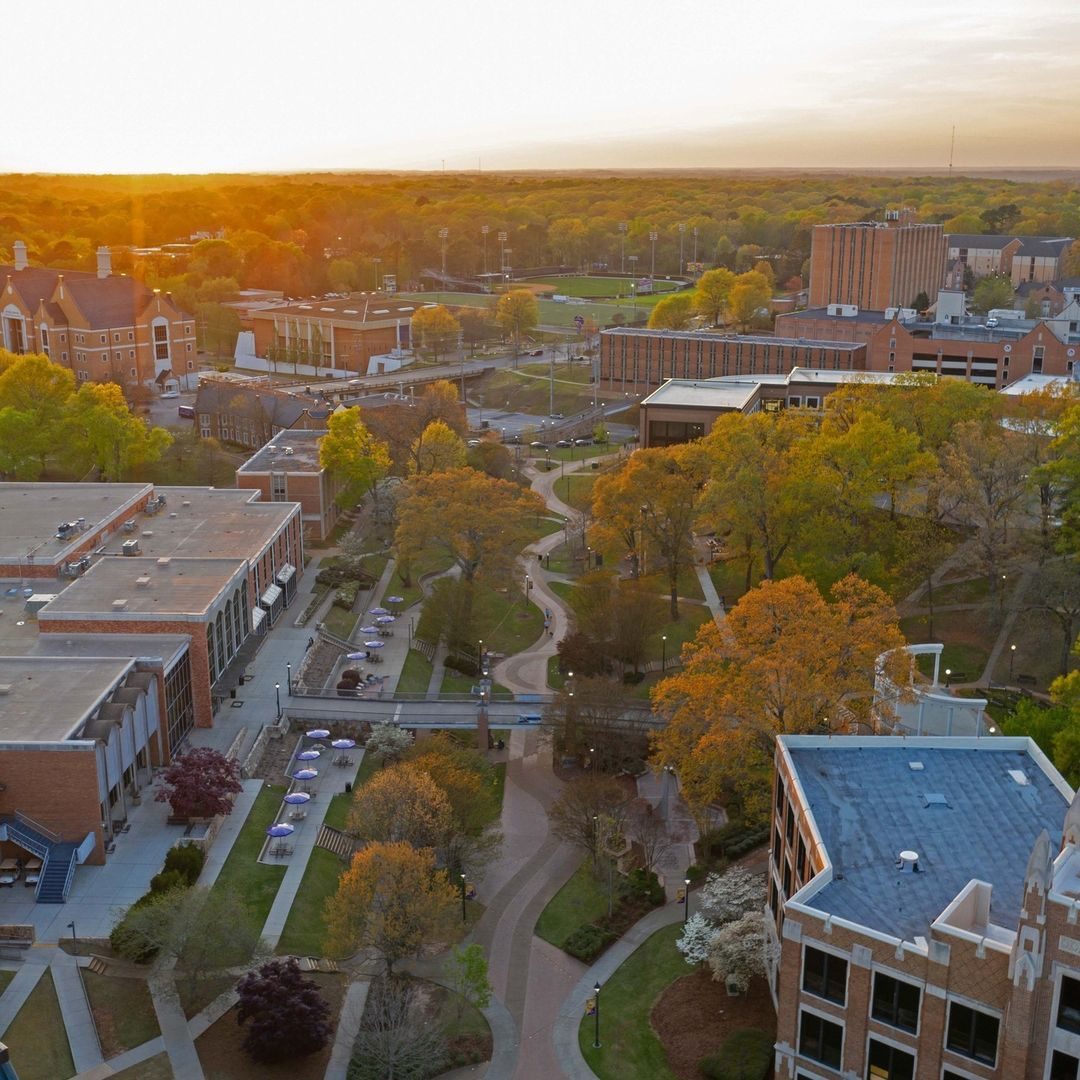

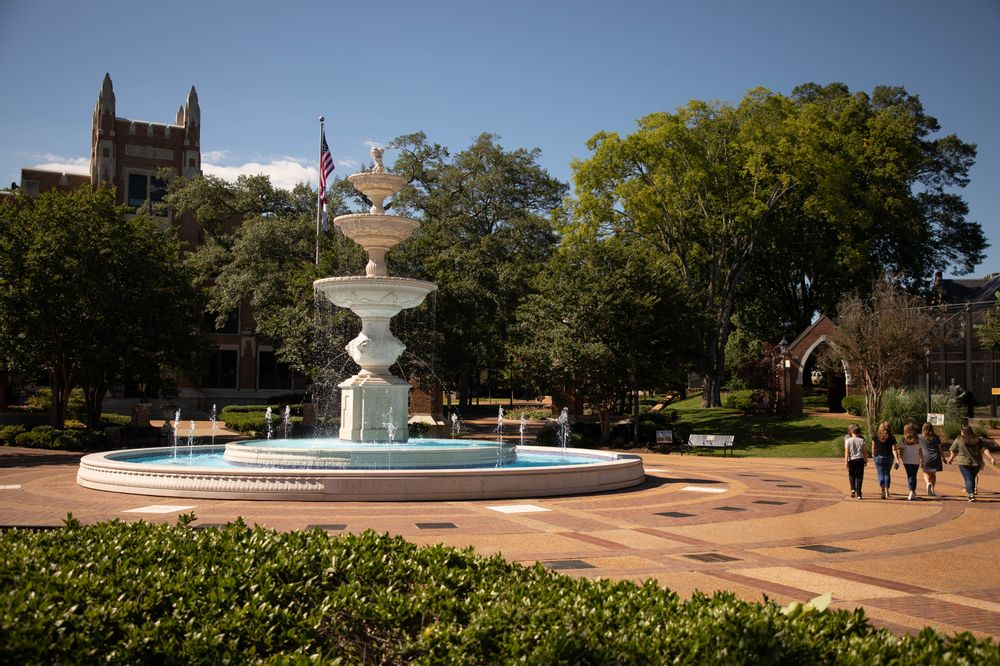

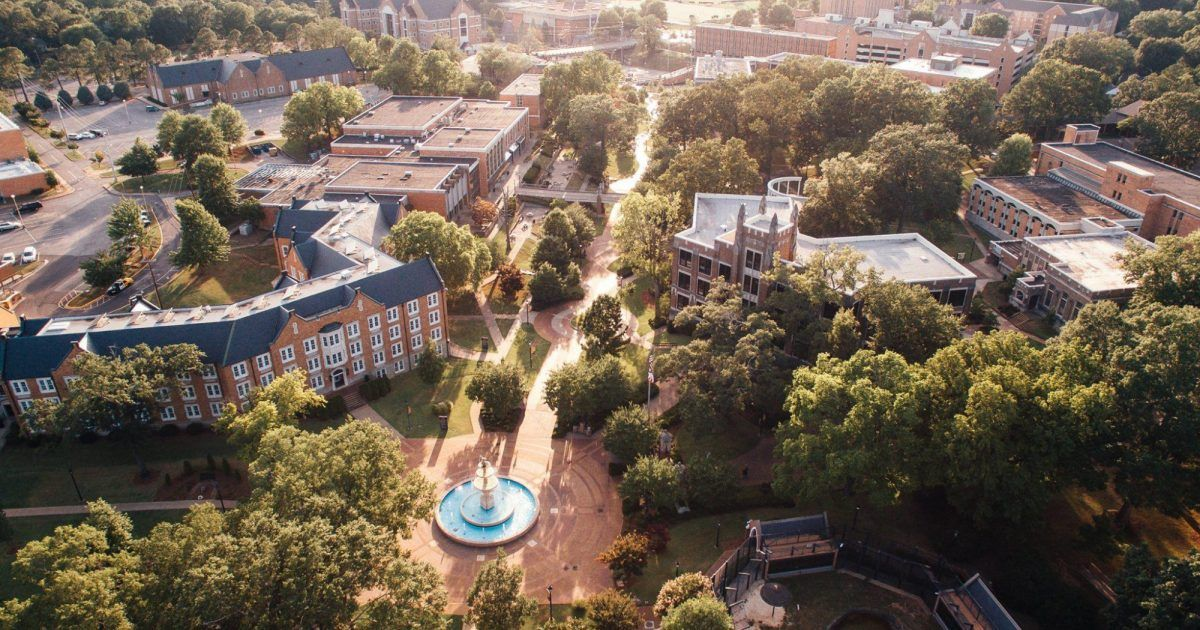

## 랭킹
2023년 U.S. 뉴스 & 월드 리포트 미국 남부 지역 대학교 랭킹 25위 (2021년 40위에서 상승)
2023년 U.S. 뉴스 & 월드 리포트 베테랑을 위한 최고의 대학교 랭킹 8위 (2021년 24위에서 상승)
2023년 U.S. 뉴스 & 월드 리포트 미국 남부 지역 가장 혁신적인 대학교 8위
2023년 U.S. 뉴스 & 월드 리포트 미국 남부 지역 공립대학교 랭킹 9위